# Moskau
Singles de Dschinghis Khan
Dschinghis Khan
(1979) Hadschi Halef Omar
(1979)
Moskau est un titre de la formation musicale allemande Dschinghis Khan qui, en 1979, rencontre un succès sous le label discographique Jupiter Records. Moskau existe aussi en version remix 99, en version longue (LP) et en version anglaise.
Le titre a connu un certain succès sur Internet en 2004 à la suite de la diffusion du clip (voir), dont la mise en scène et l'instrumentation donnent aujourd'hui une allure kitsch à la chanson. Les couleurs des costumes (rouge pour le danseur, bleu, noir et vert pour les chanteurs, jaune et rose rouge pour les chanteuses) rappellent, par ailleurs, celles des héros des séries japonaises dénommées sentai. La version remix 99 a été instrumentalisée d'un break-bit par le rappeur et DJ LTC (Lightning the Cape) nommant cette version rap version (millennium mix). De plus, de nombreuses erreurs de chorégraphie peuvent expliquer ce succès[Lesquelles ?].
Au Japon, un groupe Booto de heikorahoo (ボートでヘイコラホー) a mis en vente une reprise de Moskau (もすかう).
En 1980, Rika Zaraï reprend la musique du morceau pour son titre Ami, et le groupe Vikingarna sort une version en suédois intitulée Moskva.
En 2004, elle est aussi le titre d'une chanson du groupe allemand Rammstein.
En 2006, Black Messiah, un groupe de viking metal, l'a également reprise dans l'album Of Myths and Legends (écouter).
En 2007, le thème musical de Moskau remixé a été utilisé comme fond sonore d'un spot TV de Renault Espagne, associé à une nouvelle chorégraphie.
En 2013, le titre est chorégraphié pour le jeu vidéo Just Dance 2014, mettant en scène deux danseurs en habits traditionnels ukrainiens.